# Vokal spændvidde
Vokal spændvidde er en angivelse af det register, en stemme behersker, når der synges. De fleste mennesker har en vokal spændvidde på 1,5 til 2 oktaver, men professionelle sangere kan spænde over et register, der er væsentligt større.
Der har været afholdt adskillige afstemninger, blandt andet på Rolling Stone om, hvem der er den bedste sanger i pop- og rockmusikken. Ofte er der dog tale om afstemninger, der bygger på smagsdomme fra et panel. En amerikansk hjemmeside har på baggrund af en test af Albums kåret Axl Rose som den sanger, der har det største register, som spænder over mere end fire oktaver.. Andre kunstnere, der har en spændvidde omkring fire oktaver er Joni Mitchell, Christina Aguilera og Rob Halford, mens Freddie Mercury angives med alt mellem tre og fem oktaver. Det er dog ikke kun spændvidden, men også stemmens klang og leje, der har betydning for en sangers præstationer.Grundstemmelejerne betegnes som sopran, alt, tenor og bas. 